# Marcelo Oliveira Ferreira
Marcelo Oliveira Ferreira (Salvador, 29 de março de 1987), é um ex-futebolista brasileiro que atuava como zagueiro, lateral-esquerdo e volante.

## Biografia

### Corinthians, Paulista de Jundiaí e Grêmio Prudente
Formado nas categorias de base do Corinthians, Marcelo fez 33 jogos com a camisa do seu clube de juventude.
Marcelo Oliveira se destacou no Campeonato Paulista de 2007 atuando pelo Paulista, clube da cidade de Jundiaí. Polivalente, atua como volante ou como ala. Em Julho de 2007 o jogador teve seu retorno garantido ao Corinthians por aval do então técnico da equipe paulista, Paulo César Carpeggiani. 
Marcelo Oliveira fez seu primeiro gol com a camisa alvinegra contra o América de Natal, num jogo válido pelo Campeonato Brasileiro. Após realizar boas partidas no início do Campeonato, o jogador chegou a receber uma proposta de transferência para o Napoli. A proposta, porém, foi rejeitada pelos dirigentes corintianos. 
Durante a disputa do Brasileirão 2007, o jogador sofreu uma séria lesão que o afastou dos gramados por todo o resto da temporada. Sua volta aos gramados ocorreu na final da Copa do Brasil no ano de 2009, da qual o Corinthians sagrou-se campeão, Marcelo Oliveira deu um belo passe para gol de Jorge Henrique, no primeiro jogo da final contra o Internacional, de Porto Alegre.
Em 22 de dezembro de 2009, terça-feira, Marcelo Oliveira assinou um contrato por empréstimo de um ano com o Grêmio Prudente.
Em 2011, retornou ao Corinthians para jogar a Libertadores.

### Atlético-PR
Com poucas chances no Corinthians o jogador foi emprestado até o final de 2011 para o Atlético Paranaense para a disputa da temporada de 2011.

### Cruzeiro
Em 2012, o jogador assinou com o Cruzeiro até 31 de dezembro de 2013.
A estréia pela equipe mineira foi no dia 22 de janeiro, em jogo amistoso contra o América Mineiro.

### Palmeiras
Em fevereiro de 2013 o volante foi emprestado ao Palmeiras, numa troca que envolveu o atacante Luan.

### Grêmio
Em dezembro de 2014, acertou para 2015, com o Grêmio por dois anos.
No Grêmio foi campeão da Copa do Brasil: 2016, além de conquistar a Copa Libertadores da América de 2017 e disputar o Mundial de Clubes, onde o clube gaúcho enfrentou o Real Madrid na final.
Em 2020 se sagrou Tricampeão Gaúcho com o Grêmio.
Após uma séria lesão, Marcelo Oliveira aposentou-se do futebol. Sua última partida foi realizada em 7 de outubro de 2020.

## Títulos
Corinthians
- Campeonato Brasileiro - Série B: 2008
- Campeonato Paulista: 2009
- Copa do Brasil: 2009

Palmeiras
- Campeonato Brasileiro - Série B: 2013

Grêmio
- Copa do Brasil: 2016
- Copa Libertadores: 2017
- Recopa Sul-Americana: 2018
- Campeonato Gaúcho: 2018, 2019, 2020
- Recopa Gaúcha: 2019
- Taça Francisco Novelletto: 2020

### Outras Conquistas
Palmeiras
- Troféu Julinho Botelho: 2014
- Coração do Oshiro